# 思培考試
思培考试（简称“思培”），又称“加拿大英语水平指数考试”（英文：Canadian English Language Proficiency Index Program，簡寫CELPIP），是加拿大移民、难民及公民部（Immigration, Refugees and Citizenship Canada, IRCC）官方指定的英语语言测试系统，主要用于检测希望移民加拿大人士的英语应用能力。目前，思培考试分为两种类型，考生可以选择参加思培普通考试（CELPIP-General Test）和思培普通听说考试（CELPIP-General LS Test），后者只考查听力与口语内容。若考生希望申请技术类移民，则需要参加思培普通考试。思培考試主要通过评测学生们对于日常英文对话及情境的运用能力，包括与同事/上司/朋友的沟通能力、新闻理解能力及写作能力等。
思培考试目前在加拿大共有超过33个测试中心。在美国、阿拉伯联合酋长国、印度、迪拜、香港、韩国、菲利宾、新加坡设有思培考场。并且预计在5年内，会分别在中国北京、上海、广州和杭州，开设思培考试网点。

## 历史
思培考试由不列颠哥伦比亚大学（UBC）的子公司Paragon Testing Enterprises创立管理。Paragon是唯一一家提供加拿大移民，难民和公民部（IRCC）指定的英语水平测试的加拿大公司。思培考试是加拿大官方认可的语言考试，被加拿大移民局、加拿大大学、大专以及需要语言证明的专业机构所接受。celpip考試主要通过评测学生们对于日常英文对话及情境的运用能力，包括与同事/上司/朋友的沟通能力、新闻理解能力及写作能力等。
思培 共分为2种考试类型， CELPIP-General Test（专为加拿大移民人士及需要考取地产经济等牌照人士提供的语言考试）以及 CELPIP-General LS Test（专为加拿大入籍人士提供的语言考试）。2015年6月，随着对加拿大学术英语凯尔（CAEL）评估的收购，Paragon Testing Enterprises淘汰了CELPIP-Academic Test。

## 思培考试优势

### 优势一：考生熟悉的英语考试
因为思培考试是由加拿大设计开发的英语考试，所以考试内容场景设置更贴近加拿大日常生活，口音也只有标准的加拿大英语口音，没有复杂多变的多国口音，因此对于有加拿大生活经历的考生，备考难度相对较小。

### 优势二：题型优势
思培考试所有题型均为单项选择题（写作部分除外），没有复杂多变的题型、不需要拼写单词，考试难度相对较低。思培考试采用全机考模式，所以对习惯使用电脑的考生有一定的优势。并且在写作过程中还有类似于Microsoft Word的自动拼写纠错、字数统计等功能，所以更适合不擅长单词拼写的考生。

### 优势三：移民优势
思培考试为加拿大官方指定的英语测试系统，因此对于加拿大移民局官方英语评分标准CLB（Canadian Language Benchmarks）有着紧密的联系，无需换算成绩，思培分数与CLB等级一一对应 。

### 优势四：考试间隔短、出分快
2019年7月，思培考试每次考试之间间隔改为4天，每次次考试成绩有效期为两年，并且在打分结束后六个月内均可以申请复议。2020年对于评分等待时间做出了改变，将原来的8～10个工作日改为了4～5个工作日，也就是说在考试结束后的一周之内，考生将收到考试结果与成绩单。

## 考试类型
目前，思培考试分为两种类型，考生可以选择参加思培普通考试（CELPIP-General Test）和思培普通听说考试（CELPIP-General LS Test），后者只考查听力与口语内容。若考生希望申请技术类移民，则需要参加思培普通考试。在2015年6月前，思培还有思培学术考试（CELPIP-Academic Test），但是由于加拿大学术英语能力评估测试（Canadian Academic English Language (CAEL) Assessment）的普及，思培学术考试在2015年6月被取消。

### 普通考试
思培普通考试考查听力，阅读，写作及口语四个部分。聽力部分由八個部分組成，但在考試過程中只會給出其中七個部分，考生將不知道哪個部分會被省略，閱讀和聽力部分的不計分項目用於考試的評估與發展。這些不計分的項目可能在考試內的任何地方，但是測試者不會知道哪些項目不計分。总共用时大约3小时。
| 考試科目 | 考試時長   | 题目数量 | 考查内容                                   |
| -------- | ---------- | -------- | ------------------------------------------ |
| 聽力     | 47分鐘     | 2        | 实践热身题目                               |
| 聽力     | 47分鐘     | 8        | 第一部分：听录音并解决录音中提出的问题     |
| 聽力     | 47分鐘     | 5        | 第二部分：听一段日常对话录音，并回答问题   |
| 聽力     | 47分鐘     | 6        | 第三部分：听一段信息叙述录音，并回答问题   |
| 聽力     | 47分鐘     | 5        | 第四部分：听一段新闻播报录音，并回答问题   |
| 聽力     | 47分鐘     | 8        | 第五部分：听一段讨论录音，并回答问题       |
| 聽力     | 47分鐘     | 6        | 第六部分：听一段录音，寻找观点，并回答问题 |
| 聽力     | 47分鐘     | 5－8     | 第七部分：不計分項目                       |
| 閱讀     | 60分鐘     | 11       | 第一部分：阅读通信                         |
| 閱讀     | 60分鐘     | 8        | 第二部分：阅读应用图表                     |
| 閱讀     | 60分鐘     | 9        | 第三部分：阅读信息                         |
| 閱讀     | 60分鐘     | 10       | 第四部分：阅读观点阐述                     |
| 閱讀     | 60分鐘     | 8－11    | 第五部分：不計分項目                       |
| 寫作     | 53分鐘     | 1        | 任务一：写一封电子邮件                     |
| 寫作     | 53分鐘     | 1        | 任务二：回覆调查问题                       |
| 口語     | 15－20分鐘 | 1        | 热身练习题                                 |
| 口語     | 15－20分鐘 | 1        | 任务一：给出建议                           |
| 口語     | 15－20分鐘 | 1        | 任务二：谈论个人经历                       |
| 口語     | 15－20分鐘 | 1        | 任务三：描述场景                           |
| 口語     | 15－20分鐘 | 1        | 任务四：做出预估                           |
| 口語     | 15－20分鐘 | 1        | 任务五：比较与说服                         |
| 口語     | 15－20分鐘 | 1        | 任务六：处理复杂情况                       |
| 口語     | 15－20分鐘 | 1        | 任务七：表达观点                           |
| 口語     | 15－20分鐘 | 1        | 任务八：形容罕見情况                       |

### 普通听说考试
考试时间约70分钟，分为听说两个部分。聽力部分由八個部分組成，但在考試過程中只會給出其中七個部分，考生將不知道哪個部分會被省略。
| 考試科目 | 考試時長   | 题目数量 | 考查内容                                   |
| -------- | ---------- | -------- | ------------------------------------------ |
| 聽力     | 47分鐘     | 2        | 第一部分：辨別相似訊息                     |
| 聽力     | 47分鐘     | 8        | 第二部分：回答問題                         |
| 聽力     | 47分鐘     | 5        | 第三部分：听录音并解决录音中提出的问题     |
| 聽力     | 47分鐘     | 6        | 第四部分：听一段日常对话录音，并回答问题   |
| 聽力     | 47分鐘     | 5        | 第五部分：听一段信息叙述录音，并回答问题   |
| 聽力     | 47分鐘     | 8        | 第六部分：听一段新闻播报录音，并回答问题   |
| 聽力     | 47分鐘     | 6        | 第七部分：听一段讨论录音，并回答问题       |
| 聽力     | 47分鐘     | 5－8     | 第八部分：听一段录音，寻找观点，并回答问题 |
| 口語     | 15－20分鐘 | 1        | 任務零：热身练习题                         |
| 口語     | 15－20分鐘 | 1        | 任务一：给出建议                           |
| 口語     | 15－20分鐘 | 1        | 任务二：谈论个人经历                       |
| 口語     | 15－20分鐘 | 1        | 任务三：描述场景                           |
| 口語     | 15－20分鐘 | 1        | 任务四：做出预估                           |
| 口語     | 15－20分鐘 | 1        | 任务五：比较与说服                         |
| 口語     | 15－20分鐘 | 1        | 任务六：处理复杂情况                       |
| 口語     | 15－20分鐘 | 1        | 任务七：表达观点                           |
| 口語     | 15－20分鐘 | 1        | 任务八：形容罕見情况                       |

## 思培级别
思培考试的每个部分都会单独打分并给出一个思培级别。下表对每个级别考生的语言能力做出了简略的描述。并对应出相应的CLB（加拿大语言等级标准）级别。
| 思培级别 | 说明                                       | CLB 级别 |
| 12       | 能在工作场所和社区环境中展示极高的流利程度 | 12       |
| 11       | 能在工作场所和社区环境中展示极高的流利程度 | 11       |
| 10       | 能在工作场所和社区环境中高效运用英文       | 10       |
| 9        | 能在工作场所和社区环境中有效运用英文       | 9        |
| 8        | 能在工作场所和社区环境中良好运用英文       | 8        |
| 7        | 能在工作场所和社区环境中适度运用英文       | 7        |
| 6        | 能在工作场所和社区环境中逐渐提高英文       | 6        |
| 5        | 能在工作场所和社区环境中初级使用英文       | 5        |
| 4        | 能在日常生活中适度运用英文                 | 4        |
| 3        | 在有限情况下能部分沟通                     | 3        |
| M        | 能做最基本的沟通或不足以评判               | 0－2     |
| NA       | 考生未能取得分数                           | /        |

|      | 總題數 | M    | 3     | 4      | 5      | 6      | 7      | 8      | 9      | 10－12 |
| ---- | ------ | ---- | ----- | ------ | ------ | ------ | ------ | ------ | ------ | ------ |
| 聽力 | 38     | 0－7 | 7－12 | 11－18 | 17－23 | 22－28 | 27－31 | 30－33 | 33－35 | 35－38 |
| 閱讀 | 38     | 0－7 | 8－11 | 10－16 | 15－20 | 19－25 | 24－28 | 28－31 | 31－33 | 33－38 |

通常认可思培考试结果可用来申请以下移民项目：
- 加拿大永久居民身份/枫叶卡 (PR, Permanent Resident)
- 加拿大公民 (Citizenship)
- 联邦快速通道 (EE, Express Entry)
- 各种省提名计划 (PNP)

## 考试流程[11]

### 考试前
申请流程可以参考思培报名流程。
思培考试需要携带带有清晰照片的有效证件（护照或枫叶卡）。驾照不可作为有效证件。
报名思培考试时，思培中心会以电子邮件形式发送给考生确认信，此确认信需以电子版或打印的方式，在考试当天给监考人员检查。
备考思培考试，可以通过CELPIP官方在线门户网站提供的免费考试资料为考试做准备。同时，Paragon也为应试者们提供在线思培模拟测试。除了这些思培备考资源外，Paragon按照思培考试的听说读写4个部分制作了多种学习材料，并提供在线CELPIP考试讲座等专业网课课程 。

### 考试中
根据报名的考试时间，提前45分钟到达考场。
思培考试从进入考场到准备考试，办理手续时间不超过15分钟。需要跟前台确认护照和email信息，把个人物品存放在指定位置，便可进入考场进行最后的准备工作。
之后监考人员会为思培考生进行拍照（此头像照片会显示在考试考试的电脑上，也是最终考生成绩单的头像照片）。照完之后，便可进入考场。
照完照片，思培考生会拿到一张白纸，纸张最上方会显示自己所对应的座位号和电脑密码。在监考人员带领考生到电脑前入座后，考生便可输入电脑密码等待。监考人员会在等待期间为大家提供笔。之前所提到的纸张为草稿纸，考生可在考试中随意运用，如果不够，可举手像考官索取更多。
等待思培考试过程中，考生可以测试耳机的音量大小，以此调整到自己理想的程度。
思培考试为考生在同一场地进行机考，因为阅读速度以及答题速度的不同，可能会出现每位考生进度不一的情况。

### 考试后
思培考试结束后，考试中所拿的纸和笔都需要交还给监考人员。

## 思培 vs. 雅思

### 为什么要考雅思？
移民需求：加拿大移民申请（枫叶卡/PR卡），需要提供加拿大官方认可的语言考试成绩。语言成绩越高，对移民申请越有利。
大学申请：加拿大留学申请加拿大大学，需要提供加拿大大学和院校认可的语言考试成绩。

### 为什么选择思培？
申请加拿大移民枫叶卡，可以提供思培成绩，为移民申请加分。思培机考形式，写作有拼写和字数提示，口语简单不需面对考官的提问。